# Bengt Niklisson (lejonansikte)
Bengt Niklisson (Lejonansikte, Bengt Nilssons ätt), född troligen på 1350-talet, död 1423 "vid Sankt Margarete tid", runt 20 juli, var en svensk riddare och hövitsman tillhörig den ätt som förde ett lejonansikte som vapen och därför senare benämnts just så.

## Biografi
Bengt Niklisson (Lejonansikte, Bengt Nilssons ätt) var son till den småländska frälsemannen Niklis Bengtsson. Han framträder i handlingarna första gången på 1380-talet och är möjligen identisk med den riddar Bengt Nilsson som beseglade drottning Margaretas donationsbrev av 1289, och var i sådana fall en av hennes anhängare. På 1390-talet stödde han dock mecklenburgarnas parti mot drottningen, men försonade sig senare med drottningen. Åtminstone senast 1395 var han riddare, om han inte skulle ha varit den ovan omtalade. Bengt Niklisson gifte sig senast 1394 med Bo Jonsson (Grip):s änka Margareta Dume, och i samband med den slutliga uppgörelsen kring arvet efter honom blev Bengt Niklisson som änkans make förvaltare av de arvingarna förbehållna resterna av hans godsinnehav Tjust, Kinda och Ydre härader med Stäkeholm, de första åren tillsammans med styvsonen Knut Bosson.
Hans stod länge i gott förhållande till Erik av Pommern, och som innehavare av Stäkeholm var han den ende svenske storman som anförtroddes förvaltningen av ett slottslän i det egentliga Sverige. 1406 blev han kungdomhavande på Öland och 1411 häradshövding i Tjust. Då kungen 1416 startade krig mot de holsteinska grevarna om besittningen av Sønderjylland gav Bengt Niklisson hans bistånd, och verkar större delen av året ha vistats i Danmark hos Erik, vidimerade flera för krigföringen viktiga dokument och deltog troligen själv i fälttåget. Trots förtroendet hos Erik tvingades han 1419 lämna ifrån sig Stäkeholm, och erhöll i stället Söderköpings stad som förpantning. Under den följande tiden vistades han mestadels i Söderköping och det närbelägna Rönö, och tycks ha legat i direkt krigstillstånd med sin efterträdare som fogde på Stäkeholm Albrekt Styke. Som sin handgångne man använde han släktingen Nils Nilsson Guse (båtätten), vilken senare blev arvtagare efter den barnlöse Bengt Niklisson och efter Bengts död kom att fortsätta konflikten med Albrekt Styke under Engelbrektsfejden.
Bengt Niklisson begravdes i Vadstena klosterkyrka.